# Бранд, Адольф
Адольф Бранд (нем. Adolf Brand; 14 ноября 1874, Берлин — 2 февраля 1945, Берлин) — немецкий писатель, журналист и издатель, анархо-индивидуалист, один из первых борцов за права мужчин-бисексуалов и гомосексуалов.

## Биография
Адольф Бранд некоторое время работал школьным учителем, затем в 1896 году создал издательство, занявшееся выпуском журнала Der Eigene («Единственный», «уникальный») для немецких гомосексуалов. Это было первое в мире регулярное издание для гомосексуалов, его выпуск продолжался до 1931 года. Название было заимствовано у философа Макса Штирнера, который оказал сильное влияние на мировоззрение молодого Бранда, и связано со штирнеровской концепцией «суверенитета личности». В Der Eigene публиковались культурные и научные материалы, издание оценочно имело в среднем за время существования около 1500 подписчиков на номер, хотя точные цифры неизвестны. Среди авторов были: Эрих Мюзам, Курт Хиллер, Джон Генри Маккей (под псевдонимом Sagitta), художники Вильгельм фон Глёден, Фидус и Саша Шнайдер. Сам Бранд опубликовал в журнале множество стихов и статей. Бранд и другие авторы Der Eigene ставили своей целью возрождение греческой педерастии как культурной модели современной гомосексуальности.
В 1899—1900 годах Бранд опубликовал антологию гомоэротической литературы Элизара фон Купффера Lieblingminne und Freundesliebe in der Weltliteratur. Эта работа была переиздана в 1995 году. В 1899 году Бранд был осуждён на год тюремного заключения за удар собачьей плетью Эрнста Либера, депутата рейхстага и главы связанной с католической церковью Партией Центра.
До 1903 года Бранд участвовал в работе Научно-гуманитарного комитета Магнуса Хиршфельда (первой публичной организации, отстаивавшей права гомосексуалов), пока в комитете не произошёл раскол; в том же году Бранд вместе с Вильгельмом Янсеном и Бенедиктом Фридлендером, главным идеологом, возглавил формирование организации Gemeinschaft der Eigenen (GdE). Новая группа рассматривала любовь между мужчинами, в частности пожилого человека в отношении юноши, как простое проявление взрослой мужественности, присущей всем мужчинам; она отвергала медицинские теории врачей, таких как Магнус Хиршфельд, которые доказывали, что гей — определённый тип человека промежуточного пола. GdE была своего рода скаутским движением, которое придерживалось воинских принципов Спарты и идеалов педерастии Древней Греции, а также идей о педагогическом эросе Густава Винекена. Члены GdE ходили в туристические походы, иногда практиковали нудизм — последнее было общей частью Nacktkultur («культуры обнажения»), захватившей в то время Германию. В 1920-е годы это привело к появлению Freikörperkultur Адольфа Коха.
GdE была идентична другим подобным германским группам, например «Вандерфогелю». Вильгельм Янсен, соучредитель GdE, одновременно финансировал «Вандерфогель» и занимал в ней ведущую позицию.
Работы и теории романтического анархиста Джона Генри Маккея (1864—1933) оказывали значительное влияние на GdE с 1906 года. Маккей жил в Берлине в течение десяти лет и дружил с Фридлендером, который, однако, не разделял анархические наклонности Бранда и Маккея, предпочитая вместо этого теории о естественном праве и земельной реформе, актуальные в то время в Германии.

## Аутинг и обвинения в клевете
Задолго до появления термина, Бранд был сторонником аутинга политиков, публично провозглашавших антигейские позиции, одновременно практикуя гомосексуальные связи. В 1904 году он утверждал в печати, что Фридрих Дасбах, депутат Партии Центра в рейхстаге, пользовался услугами мужчины-проститутки. Дасбах пригрозил подать на Бранда в суд за клевету, но стороны достигли внесудебного урегулирования. В 1907 году Бранд утверждал в печати, что канцлер Бернгард фон Бюлов (1849—1929) долгое время поддерживал гомосексуальные отношения с тайным советником Максом Шеефером. На этот раз Бранд предстал перед судом по обвинению в клевете и был приговорён к 18 месяцам тюрьмы. В более позднем оправдании для совершённого аутинга Бранд заявлял: «Когда кто-то… желает представить в самом угрожающем виде интимные любовные контакты других людей… в этот момент его собственная любовная жизнь перестаёт быть частным делом».
Бранд был также приговорён к двум месяцам тюрьмы в 1905 году за публикацию в Der Eigene якобы «непристойных сочинений». Во время Первой мировой войны Бранд и GdE приостановили деятельность; Адольф Бранд служил в немецкой армии в течение двух лет и женился на медсестре Элиз Берендт. После войны исполнение параграфа 175 постепенно ослабевало.
GdE и другие группы сформировали общий «комитет действия», объединившись с группой Магнуса Хиршфельда, чтобы сформулировать новый закон. В 1925 году к ним присоединились ещё несколько групп и был сформирован крупный блок: картель за реформы законодательства против преступлений на сексуальной почве. Проект нового закона был представлен парламенту, голосование по нему не состоялось, и после 1929 года больше шанса реформировать параграф 175 не представилось.
Адольф Бранд отошёл от активной деятельности в защиту гомосексуальности в начале 1930-х годов после непрерывных преследований со стороны нацистов, которые заставили замолчать Der Eigene, чем разрушили дело жизни Бранда и оставили его в финансовой яме. После разграбления и сожжения Института сексуальных наук Бранд опубликовал открытое письмо к своим последователям, в котором объявил о конце движения.

## Смерть
Адольф Бранд и его жена погибли под бомбами союзников 2 февраля 1945 года. На момент смерти Бранду было семьдесят лет.